# Kanton Bourg-en-Bresse-Nord-Centre
Kanton Bourg-en-Bresse-Nord-Centre (fr. Canton de Bourg-en-Bresse-Nord-Centre) byl francouzský kanton v departementu Ain v regionu Rhône-Alpes. Skládal se pouze z centrální a severní části města Bourg-en-Bresse. Zrušen byl po reformě kantonů 2014.